# Arcybiskup Cieplak
Arcybiskup Cieplak – wiersz autorstwa Jana Lechonia powstały w końcu 1952, a po raz pierwszy opublikowany w Londynie w tygodniku Wiadomości (nr 3 z 1953).
Utwór powstał, jako hołd dla arcybiskupa Jana Cieplaka (1857-1926), którego Lechoń darzył wyjątkowym kultem (przechowywał m.in. jak relikwię skrawek biskupiego płaszcza Cieplaka, który został mu podarowany przez księdza Waleriana Meysztowicza). Wiersz do pierwszego druku w Polsce przygotował w 1986 Roman Loth w ramach Biblioteki Narodowej wydawanej przez Ossolineum. Druk uniemożliwiła wówczas komunistyczna cenzura. Loth próbował bezskutecznie uchylić tę decyzję we wrześniu 1987. Kolejną próbę druku, także bezowocną, podjął w 1988 (w numerze 1 Przeglądu Katolickiego). Ostatecznie wiersz ukazał się w numerze 52-53 tego czasopisma w grudniu 1989.